# Sawit (Banyu Urip)
Sawit is een bestuurslaag in het regentschap Purworejo van de provincie Midden-Java, Indonesië. Sawit telt 572 inwoners (volkstelling 2010).